# Motusa

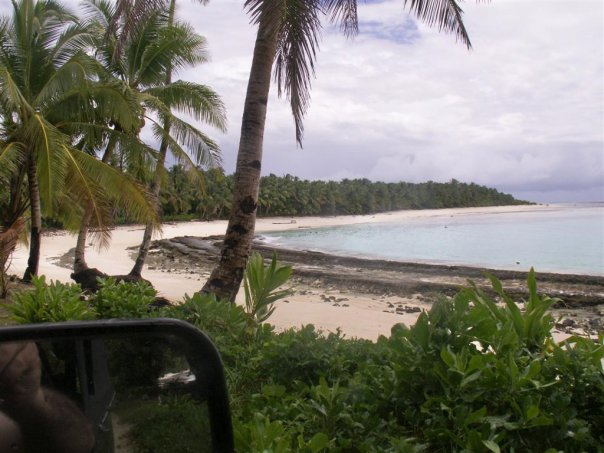
Der Strand bei Motusa

Motusa ist eine Gruppe von mehreren Dörfern auf dem fidschianischen Rotuma Island. Sie liegt im Bezirk Ituʻtiʻu. Die Insel Rotuma besteht aus zwei vulkanischen Landmassen durch eine sandige Landzunge, die mit Motusa verbunden ist. Folgende Dörfer zählen zu Motusa: Agai Maftoa, Atapisi, Elseʻe, Elsio, Hamatua, Haroa, Islepi, Jumjumi, Litanoa, Lum Ao, Melʻniu, Mofmanu, Oilala, Tia, Tuifiriga, Uanheta und Upu.
Motusa liegt rund einen Kilometer südwestlich von Ahau, dem Hauptort der Insel Rotuma.